# Seznam členů České národní rady po volbách v roce 1981
Toto je seznam poslanců České národní rady po volbách v roce 1981.

## Abecední seznam poslanců
Uvedeno celé jméno, rok narození, stranická příslušnost a významnější funkce v ČNR.

### A–H
- Čestmír Adam (*1924) – ČSS, místopředseda ČNR
- Ladislav Adamec (*1926) – KSČ
- Václav Anděl (*1940) – ČSL
- František Antony (*1947) – KSČ
- Vladimír Balaš (*1924) – KSČ
- Krista Bartíková (*1925) – KSČ
- Pavla Bařinová (*1935) – KSČ
- Alois Beran (*1924) – KSČ
- Václav Berenreiter (*1940) – KSČ
- Václav Běžel (*1926) – KSČ, člen předsednictva ČNR
- Josef Blín (*1934) – bez stranické příslušnosti
- Přemysl Bohdálek (*1937) – ČSL
- Josef Brisuda (*1932) – KSČ
- Květoslava Březinová (*1930) – ČSL
- Jiří Burian (*1921) – KSČ
- Václav Burian (*1933) – KSČ
- Vladimír Burša (*1924) – KSČ
- Ladislav Cepl (*1954) – bez stranické příslušnosti
- Jiří Cibelius (*1933) – KSČ
- Josef Cihlář (*1943) – KSČ
- Marie Cmíralová (*1940) – bez stranické příslušnosti
- Jana Čepičková (*1953) – KSČ
- Marcela Černá (*1949) – KSČ, členka předsednictva ČNR
- Josef Černý (*1927) – bez stranické příslušnosti
- Jana Čížková (*1950) – bez stranické příslušnosti
- Jaroslav Čubrda (*1928) – bez stranické příslušnosti
- Jiří Čurda (*1944) – KSČ
- Olga Divilová (*1949) – KSČ
- Milan Dohnal (*1934) – KSČ
- Ladislav Doležal (*1936) – KSČ
- Marie Dubská (*1943) – KSČ
- Eliška Dvořáková (*1944) – bez stranické příslušnosti
- Jiří Enoch (*1951) – KSČ
- Evžen Erban (*1912) – KSČ
- Libuše Faltýnková (*1941) – bez stranické příslušnosti
- Věra Fišerová (*1945) – bez stranické příslušnosti
- Jiří Fleyberk (*1920) – ČSS
- Marie Flídrová (*1949) – bez stranické příslušnosti
- Hana Fuchsová (*1956) – KSČ
- Milan Grande (*1932) – KSČ
- Jaromír Hájek (*1940) – KSČ, člen předsednictva ČNR
- Eva Hálková (*1944) – KSČ
- Gertruda Hambalčíková (*1939) – KSČ
- Emilian Hamerník (*1922) – KSČ
- Josef Hanzelka (*1922) – ČSL
- Alena Hanzlová (*1947) – ČSS
- Jiří Havlíček (*1933) – ČSL
- Jaroslav Henzl (*1922) – ČSS, člen předsednictva ČNR
- Walter Herrgesell (*1942) – KSČ
- Miroslav Hlaváček (*1946) – KSČ, zemřel 30.6.1984, v doplňovací volbě byl místo něj zvolen Zdeněk Krč (*1936) – KSČ
- Jan Hluší (*1929) – KSČ
- Jaroslav Hora (*1926) – KSČ
- Bohuslav Horáček (*1933) – KSČ
- Jaroslav Horák (*1925) – KSČ
- Libuše Horáková (*1939) – KSČ
- Zdeněk Horčík (*1937) – KSČ
- Štěpán Horník (*1915) – KSČ
- Zdeněk Hoření (*1930) – KSČ
- Josef Hotovec (*1922) – ČSS
- Jaroslav Hrbotický (*1926) – ČSS
- Jiří Hrdlička (*1921) – ČSS
- Marie Hubálková (*1937) – KSČ

### CH–R
- František Chabičovský (*1928) – KSČ
- Jarmila Chmelaříková (*1932) –  bez stranické příslušnosti
- Stanislav Chytráček (*1925) – ČSL
- Karel Chýlek (*1942) – KSČ
- Marie Jarošová (*1920) – KSČ, místopředsedkyně ČNR
- Jaroslav Jenerál (*1944) – KSČ, člen předsednictva ČNR
- Josef Jung (*1924) – KSČ
- Amálie Kadlčíková-Braunová (*1935) – KSČ
- Antonín Kachlík (*1923) – KSČ
- Josef Kempný (*1920) – KSČ, předseda ČNR
- Jana Klasová (*1946) – KSČ, členka předsednictva ČNR
- Marta Klimková (*1946) –  bez stranické příslušnosti
- Milan Klusák (*1923) – KSČ
- Anna Kocurová (*1952) –  bez stranické příslušnosti
- Marie Kochtová (*1930) – KSČ
- Jaroslav Kolařík (*1933) – ČSL
- Jana Kolbabová (*1948) – KSČ
- Anna Kopecká (*1940) – KSČ
- Josef Korčák (*1921) – KSČ
- Karel Kostka (*1937) – KSČ
- Marta Kotasová (*1946) – KSČ
- Radko Kotoulek (*1936) – KSČ
- Helena Kotrlová (*1940) – KSČ
- Jan Kotvald (*1941) – bez stranické příslušnosti, člen předsednictva ČNR
- Bohumil Kozák (*1933) – ČSL
- František Kozák (*1942) – bez stranické příslušnosti
- Alois Král (*1914) – KSČ
- Jiří Krátký (*1926) – ČSS
- Petr Krátký (*1943) –  bez stranické příslušnosti
- Pavel Krystyník (*1940) – ČSL
- Naděžda Křenová (*1943) – KSČ, členka předsednictva ČNR
- František Kubát (*1944) – KSČ
- Antonín Kubíček (*1926) – KSČ
- Ladislav Kubíček (*1930) – KSČ, člen předsednictva ČNR
- Miloš Kulovaný (*1950) – KSČ
- Stanislav Kuna (*1939) – ČSL
- Josef Lacek (*1956) – bez stranické příslušnosti
- Bohumil Ladislav (*1951) – KSČ
- Anna Langerová (*1929) – bez stranické příslušnosti
- Ladislav Liška (*1937) – KSČ
- Eva Lišková (*1944) – bez stranické příslušnosti
- Stanislav Loutchan (*1949) – KSČ
- Jarmila Malecká (*1926) – KSČ
- Josef Marušák (*1929) – KSČ
- Jiří Maryška (*1947) – bez stranické příslušnosti
- František Mařas (*1952) – KSČ
- Petr Materna (*1946) – KSČ
- Ladislav Matějka (*1940) – bez stranické příslušnosti
- Vlasta Matějková (*1938) – KSČ
- Josef Mečl (*1940) – KSČ, člen předsednictva ČNR
- Josef Meier (*1945) – ČSL, člen předsednictva ČNR
- Václav Měřička (*1916) – ČSL
- Marie Migotová (*1949) – KSČ
- Václav Michalec (*1929) – KSČ
- Milan Mráz (*1939) – KSČ
- Miroslav Mrázek (*1932) – KSČ, člen předsednictva ČNR
- Karel Nádhera (*1934) – KSČ
- Petr Nepraš (*1948) – KSČ
- Jan Nezval (*1922) – ČSL
- Jan Němec (*1913) – KSČ
- Jiří Němec (*1936) – KSČ
- Vladislav Niedoba (*1950) – bez stranické příslušnosti
- Miroslav Novotný (*1929) – KSČ
- Otakar Novotný (*1925) – KSČ
- Vladislav Nový (*1930) – KSČ
- Antonín Očenášek (*1927) – KSČ
- Alois Olšan (*1928) – KSČ
- Bohuslav Olšan (*1928) – KSČ
- Jan Onderka (*1932) –  bez stranické příslušnosti
- Marie Patejdlová (*1927) – KSČ
- Oldřich Paul (*1922) – KSČ, člen předsednictva ČNR
- Josef Pátek (*1954) –  bez stranické příslušnosti
- Filip Pejchal (*1925) – KSČ
- Vladimíra Peřinová (*1944) – KSČ
- Josef Píro (*1927) –  ČSS
- Jaromír Plíva (*1925) – KSČ
- Josef Podlešák (*1931) – KSČ
- Jaroslav Polívka (*1925) – bez stranické příslušnosti
- Lubomír Procházka (*1925) – KSČ, člen předsednictva ČNR
- František Přibyl (*1930) – KSČ
- Ludmila Pučanová (*1945) – bez stranické příslušnosti
- Stanislav Rázl (*1920) – KSČ
- Václav Reinberg (*1935) – KSČ
- Bohumír Rosický (*1922) – KSČ, člen předsednictva ČNR
- Josef Rota (*1949) – bez stranické příslušnosti
- Václav Růžička (*1923) – KSČ
- Marie Rylková (*1948) – bez stranické příslušnosti
- Emílie Říhová (*1946) – KSČ

### S–Z
- Jaroslav Schuster (*1931) – KSČ
- Jan Sivák (*1937) – KSČ
- František Skácel (*1921) – KSČ
- Antonín Slavíček (*1946) – KSČ, člen předsednictva ČNR
- Miroslav Slavík (*1931) – KSČ
- Marie Smolíková (*1929) – KSČ, členka předsednictva ČNR
- Václav Starec (*1922) – KSČ
- Jiří Starý (*1946) – KSČ
- Jindřiška Strnadová (*1942) – bez stranické příslušnosti
- Jiřina Sůvová (*1945) – KSČ
- Josef Svoboda (* 1952) – KSČ
- Marie Svobodová (*1946) – bez stranické příslušnosti
- Vlastimil Sýkora (*1921) – ČSS
- Jaroslav Šafařík (*1942) – ČSS
- Marie Šantorová (*1932) – KSČ
- Milan Šebor (*1946) – KSČ
- Jaroslava Šenková (*1938) – bez stranické příslušnosti
- Olga Škarydková (*1931) – KSČ
- Bohuslav Šlahař (*1941) – KSČ
- Václav Šlapák (*1928) – KSČ
- Miroslav Šlouf (*1948) – KSČ
- Marie Šmotková (*1939) – bez stranické příslušnosti
- František Šrámek (*1923) – KSČ
- František Štefan (*1947) – KSČ
- Miloslav Štorkán (*1934) – KSČ
- Josef Šůral (*1937) – KSČ
- Alois Švrček (*1926) – KSČ, člen předsednictva ČNR
- Jaroslav Tlapák (*1930) – KSČ
- Miroslav Toman (*1935) – KSČ
- Karel Tondr (*1920) – KSČ
- Milada Tořová (*1929) – KSČ
- Václav Trejbal (*1928) – KSČ
- Dana Trochtová (*1949) – KSČ
- Bohumil Urban (*1934) – KSČ
- Jan Uřičář (*1930) – bez stranické příslušnosti, člen předsednictva ČNR
- Miloslav Vacík (*1925) – KSČ, člen předsednictva ČNR
- Břetislav Vařečka (*1930) – KSČ
- Zdenka Vašíčková (*1947) – KSČ
- Milán Václavík (*1928) – KSČ
- Jan Vávrů (*1922) – ČSL
- Helena Veverková (*1932) – KSČ
- Marcela Vokrouhlíková (*1943) – KSČ
- Oldřich Voleník (*1919) – KSČ, místopředseda ČNR
- Milan Vondruška (*1925) – KSČ
- František Vrbka (*1943) – ČSL
- František Vymětal (*1920) – bez stranické příslušnosti
- Miroslava Zajebalová (*1947) – bez stranické příslušnosti
- Václav Zýka (*1926) – KSČ
- Zbyněk Žalman (*1920) – ČSL, místopředseda ČNR
- Zdena Žáková (*1937) – KSČ